# ビル・エヴァンスに捧ぐ
『ビル・エヴァンスに捧ぐ』（Goodbye for Bill Evans）は、アメリカ合衆国のジャズ・ドラマー、シェリー・マンをリーダーとするシェリー・マン・トリオが、1981年に日本で開いたコンサートを録音した、ピアノ・トリオ編成によるアルバムである。

## 解説
アメリカのジャズ・ドラマー、シェリー・マンが、1981年4月に5人編成のバンドを率いて、通算4度目となる来日を果たし、同月の21日および30日に、東京の郵便貯金ホールで行なったコンサートを録音したアルバムである。来日した他のメンバーはトランペッターのハリー・エディソン、テナー・サクソフォーン奏者のエディ・ロックジョウ・デイヴィス、ピアニストのマイク・ウォフォード、ベーシストのチャック・ドマニコの4名で、当日のコンサートは前半が5人編成で、後半がハリーとエディが抜けたピアノ・トリオ編成で行なわれたが、おりしも、前年の1980年9月15日には、シェリーとも数多く共演したジャズ・ピアニストのビル・エヴァンスが死去しており、後半のピアノ・トリオでの演奏ではビルの愛奏曲がいくつか採り上げられ、故人に捧げられたものとなった。コンサートの後半部分は増田一郎によってステレオ録音され、偶然客席にいたジャズ評論家の大和明がライナーノーツを担当しアルバム化された。使用された音源には主に4月21日の演奏が使われたが、「グッド・バイ」のみ4月30日のものが使用されている。また、アルバムジャケットには阿部克自の撮影による、シェリー・マンが慶應義塾の制帽を被った写真が使われた。

## 収録曲
初発売レコードの表記に基づく。
1. ナーディス - "Nardis"　8:18
2. マイ・フーリッシュ・ハート - "My Foolish Heart" - 6:42
3. いつか王子様が - "Someday My Prince Will Come" - 4:25
4. グッド・バイ - "Goodbye" - 5:42
5. ハイ・フライ - "Hi Fly" - 7:32
6. イエスタデイズ～テイク・ザ・コルトレーン - "Yesterdays - (Theme)Take the Coltrane" - 5:40

## パーソネル
- シェリー・マン (Shelly Manne) - ドラム
- マイク・ウォフォード (Mike Wofford) - ピアノ
- チャック・ドマニコ (Chuck Domanico) - ダブルベース

## 発売記録
- レコード : 1981年 ポリドール 28MJ-3081
- CD : 1994年 TDKコア TDCN-5137
- CD : 2004年5月26日 アブソード・ミュージック・ジャパン ABCJ-306